# 聖亞納協同教堂 (克拉科夫)

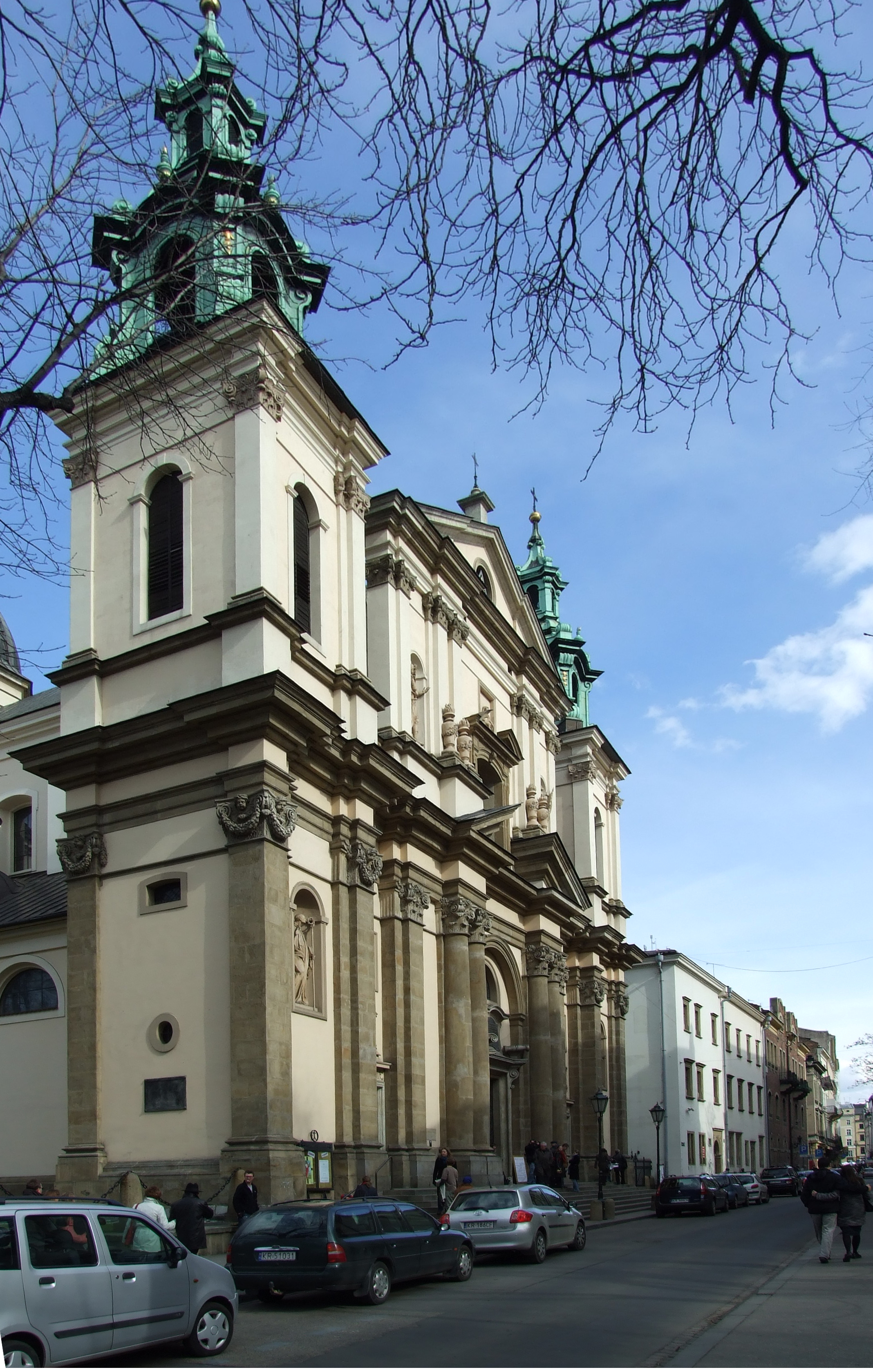
聖亞納協同教堂

聖亞納協同教堂（波蘭語：Kolegiata św. Anny）是波蘭城市克拉科夫的一座教堂。這座教堂是波蘭巴洛克式建築的代表作之一，其歷史可追溯至14世紀。聖亞納教堂首次被提及是在1381年。1407年，聖亞納教堂被大火燒毀，但之後按哥特式風格重建。1689年，哥特式教堂被拆除，取而代之的是現在的巴洛克式教堂。

## 外部連結
维基共享资源上的相關多媒體資源：聖亞納協同教堂
- Homepage of the Collegiate Church of St. Anne

50°03′44″N 19°56′02″E / 50.0621°N 19.9338°E